# احیای زبان
احیای زبان تلاشی برای متوقف یا معکوس کردن زوال یک زبان یا زنده کردن زبانی خاموش است.